# Sartes
Sartes est une commune française située dans le département des Vosges en région Grand Est.

## Géographie

### Géologie et relief
La commune se compose de 26,06 hectares de territoires artificialisés (3,78 %), 379,30 hectares de territoires agricoles (54,97 %) et 284,81 hectares de forêts et milieux semi-naturels (41,28 %).
Espaces naturels :
- Un espace protégé Natura 2000 : Bassigny, partie Lorraine[3],
- Deux zones naturelles d'intérêt écologique, faunistique et floristique (Znieff) :

Pays de Neufchâteau,
Gîte à chiroptères de Pompierre.

### Sismicité
Commune située dans une zone 1 de sismicité très faible.

### Hydrographie et les eaux souterraines
Hydrogéologie et climatologie : Système d’information pour la gestion des eaux souterraines du bassin Rhin-Meuse :
Territoire communal : Occupation du sol (Corinne Land Cover); Cours d'eau (BD Carthage),
Géologie : Carte géologique; Coupes géologiques et techniques,
 Hydrogéologie : Masses d'eau souterraine; BD Lisa; Cartes piézométriques.
La commune est située dans le bassin versant de la Meuse au sein du bassin Rhin-Meuse. Elle est drainée par le Mouzon,.
Le Mouzon, d’une longueur de 63,3 kilomètres,  prend sa source sur le territoire de Serocourt, s’oriente vers l'ouest puis vers le nord peu après avoir quitté les localités de Rocourt et Tollaincourt, jusqu'aux abords de son confluent avec la Meuse.

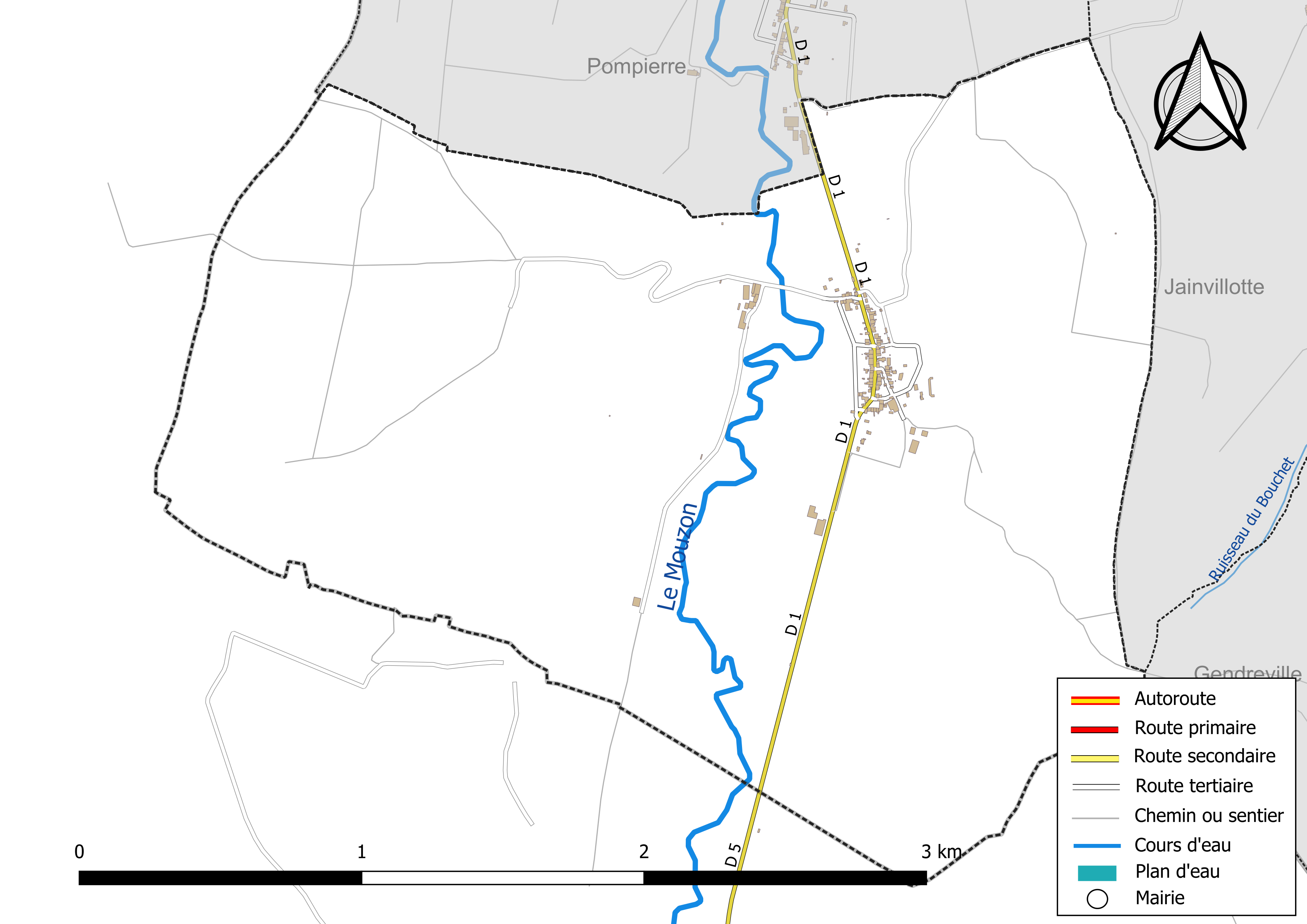
Réseaux hydrographique et routier de Sartes.

La qualité des cours d’eau peut être consultée sur un site dédié géré par les agences de l’eau et l’Agence française pour la biodiversité.

### Climat
Pour des articles plus généraux, voir Climat du Grand Est et Climat des Vosges.
En 2010, le climat de la commune est de type climat de montagne, selon une étude du Centre national de la recherche scientifique s'appuyant sur une série de données couvrant la période 1971-2000. En 2020, Météo-France publie une typologie des climats de la France métropolitaine dans laquelle la commune est exposée à un climat océanique altéré et est dans la région climatique  Lorraine, plateau de Langres, Morvan, caractérisée par un hiver rude (1,5 °C), des vents modérés et des brouillards fréquents en automne et hiver. 
Pour la période 1971-2000, la température annuelle moyenne est de 9,3 °C, avec une amplitude thermique annuelle de 16,6 °C. Le cumul annuel moyen de précipitations est de 907 mm, avec 13 jours de précipitations en janvier et 9,6 jours en juillet. Pour la période 1991-2020, la température moyenne annuelle observée sur la station météorologique de Météo-France la plus proche, « St Ouen-lès-Parey_sapc », sur la commune de Saint-Ouen-lès-Parey à 10 km à vol d'oiseau, est de 10,0 °C et le cumul annuel moyen de précipitations est de 806,8 mm. 
La température maximale relevée sur cette station est de 39,4 °C, atteinte le 25 juillet 2019 ; la température minimale est de −22 °C, atteinte le 20 décembre 2009,,. 
Les paramètres climatiques de la commune ont été estimés pour le milieu du siècle (2041-2070) selon différents scénarios d'émission de gaz à effet de serre à partir des nouvelles projections climatiques de référence DRIAS-2020. Ils sont consultables sur un site dédié publié par Météo-France en novembre 2022.

### Voies de communications et transports

#### Voies routières
A31 (aussi appelée autoroute de Lorraine-Bourgogne) : Échangeurs Robécourt, Bulgnéville, Châtenois.

#### Transports en commun
- Fluo Grand Est.

##### SNCF

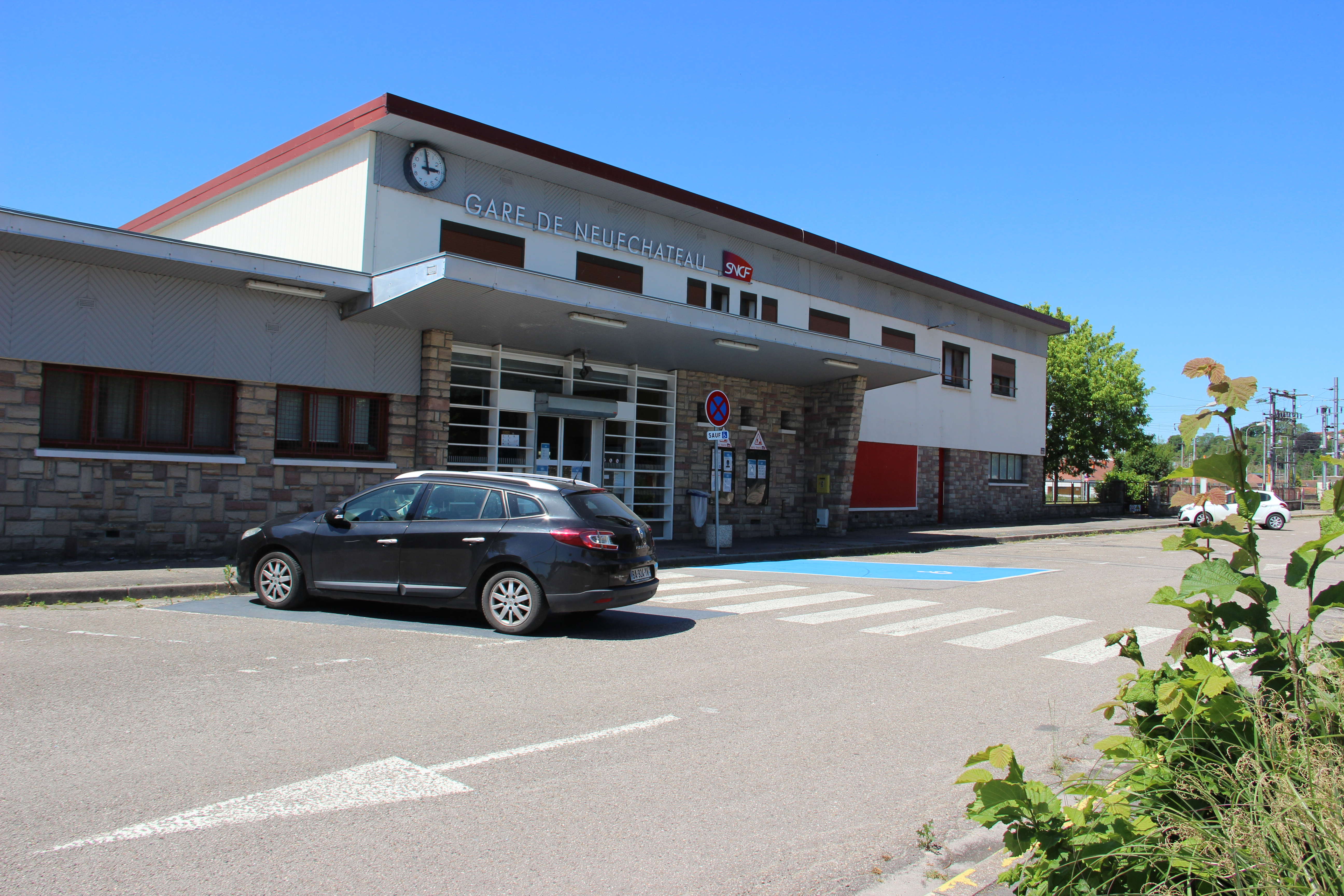
Gare de Neufchâteau.

- Gare de Neufchâteau.
- Gare de Contrexéville.
- Gare de Vittel.
- Gare de Merrey.

### Intercommunalité
Commune membre de la Communauté de communes de l'Ouest Vosgien.

## Urbanisme

### Typologie
Au 1er janvier 2024, Sartes est catégorisée commune rurale à habitat dispersé, selon la nouvelle grille communale de densité à sept niveaux définie par l'Insee en 2022.
Elle est située hors unité urbaine. Par ailleurs la commune fait partie de l'aire d'attraction de Neufchâteau, dont elle est une commune de la couronne,. Cette aire, qui regroupe 72 communes, est catégorisée dans les aires de moins de 50 000 habitants,.

### Occupation des sols
L'occupation des sols de la commune, telle qu'elle ressort de la base de données européenne d’occupation biophysique des sols Corine Land Cover (CLC), est marquée par l'importance des territoires agricoles (54,8 % en 2018), en diminution par rapport à 1990 (58,5 %). La répartition détaillée en 2018 est la suivante : 
forêts (41,4 %), prairies (34,9 %), terres arables (19 %), zones urbanisées (3,8 %), zones agricoles hétérogènes (0,8 %). L'évolution de l’occupation des sols de la commune et de ses infrastructures peut être observée sur les différentes représentations cartographiques du territoire : la carte de Cassini (XVIIIe siècle), la carte d'état-major (1820-1866) et les cartes ou photos aériennes de l'IGN pour la période actuelle (1950 à aujourd'hui).

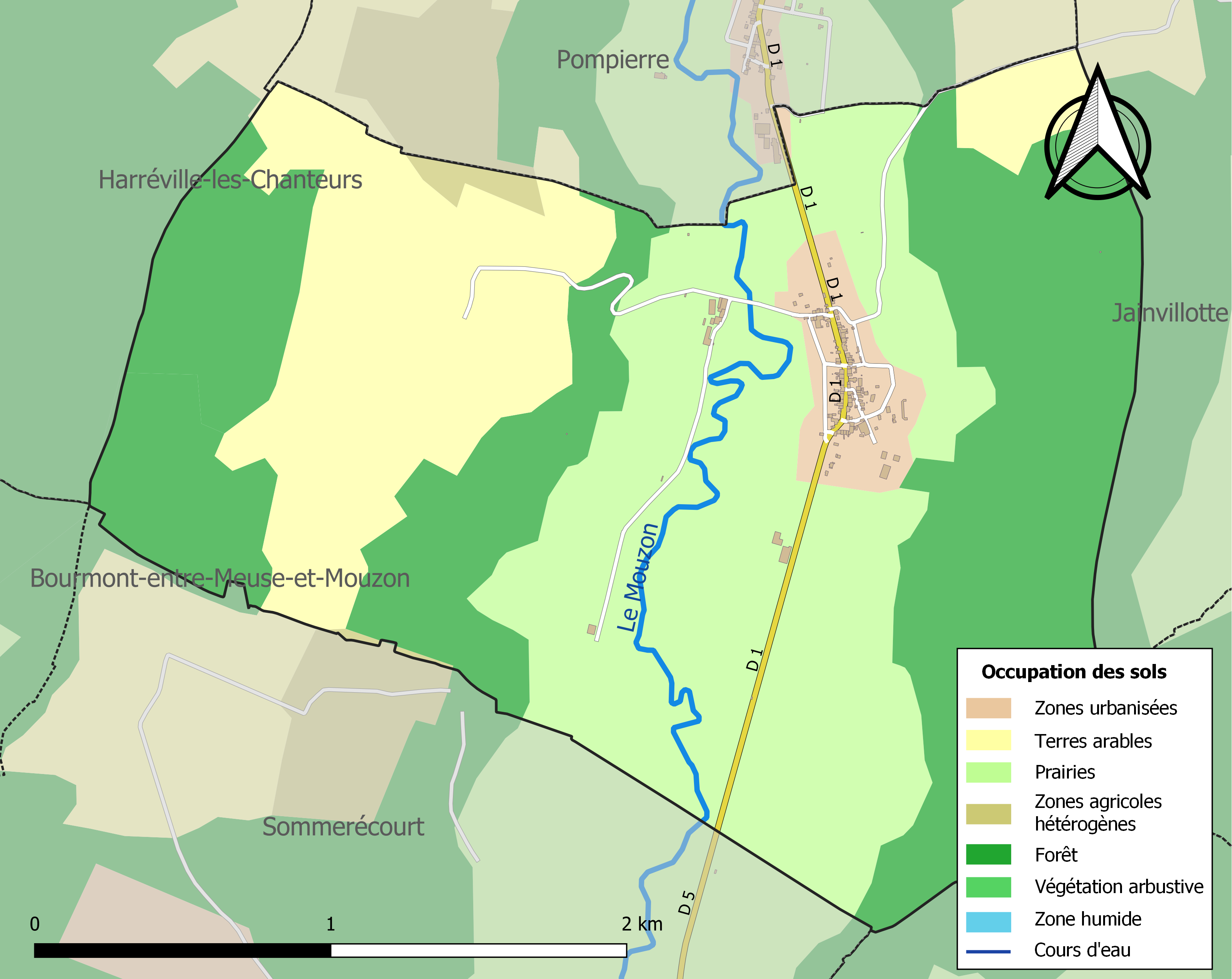
Carte des infrastructures et de l'occupation des sols de la commune en 2018 (CLC).

## Toponymie
Le nom de la localité est attesté sous les formes Saltres (1179) ; Sartrez (1222) ; Sartres (1228) ; Xartres (1250) ; De Sartris (1402) ; Sartes (1594) ; Sarti (1768).

Albert Dauzat n'a pas traité ce toponyme dans son ouvrage magistral Dictionnaire étymologique des noms de lieux en France, complété par Charles Rostaing, vraisemblablement parce qu'il ne parvient pas à l'expliquer.
Remarque : Albert Carnoy dans un article consacré au défrichement dans la toponymie belge cite ce nom de lieu qu'il relie à l'essartage (c'est-à-dire sarte), sans mentionner de formes anciennes , signe qu'il n'en connaît pas, alors qu'elles sont peu compatibles avec son hypothèse.

## Histoire
Village situé sur le passage de la voie romaine de Lyon à Trèves.
Sartes est une ancienne paroisse du Diocèse de Toul, qui appartenait au Bailliage de Neufchâteau et à la prévôté de Bourmont.
La commune a été créée en 1790, lors de la Révolution française, et rattachée au département des Vosges.

## Politique et administration
| Période                                  | Période    | Identité         | Étiquette | Qualité                                                            |
| ---------------------------------------- | ---------- | ---------------- | --------- | ------------------------------------------------------------------ |
| Les données manquantes sont à compléter. |            |                  |           |                                                                    |
| mars 2001                                | mars 2008  | Andrée Bonhomme  |           |                                                                    |
| mars 2008                                | avril 2014 | Odette Mougin    |           |                                                                    |
| avril 2014                               | En cours   | Jean-Luc Arnault | DVD       | Retraité de la formation dans l'ameublement Thérapeute magnétiseur |

### Budget et fiscalité 2023

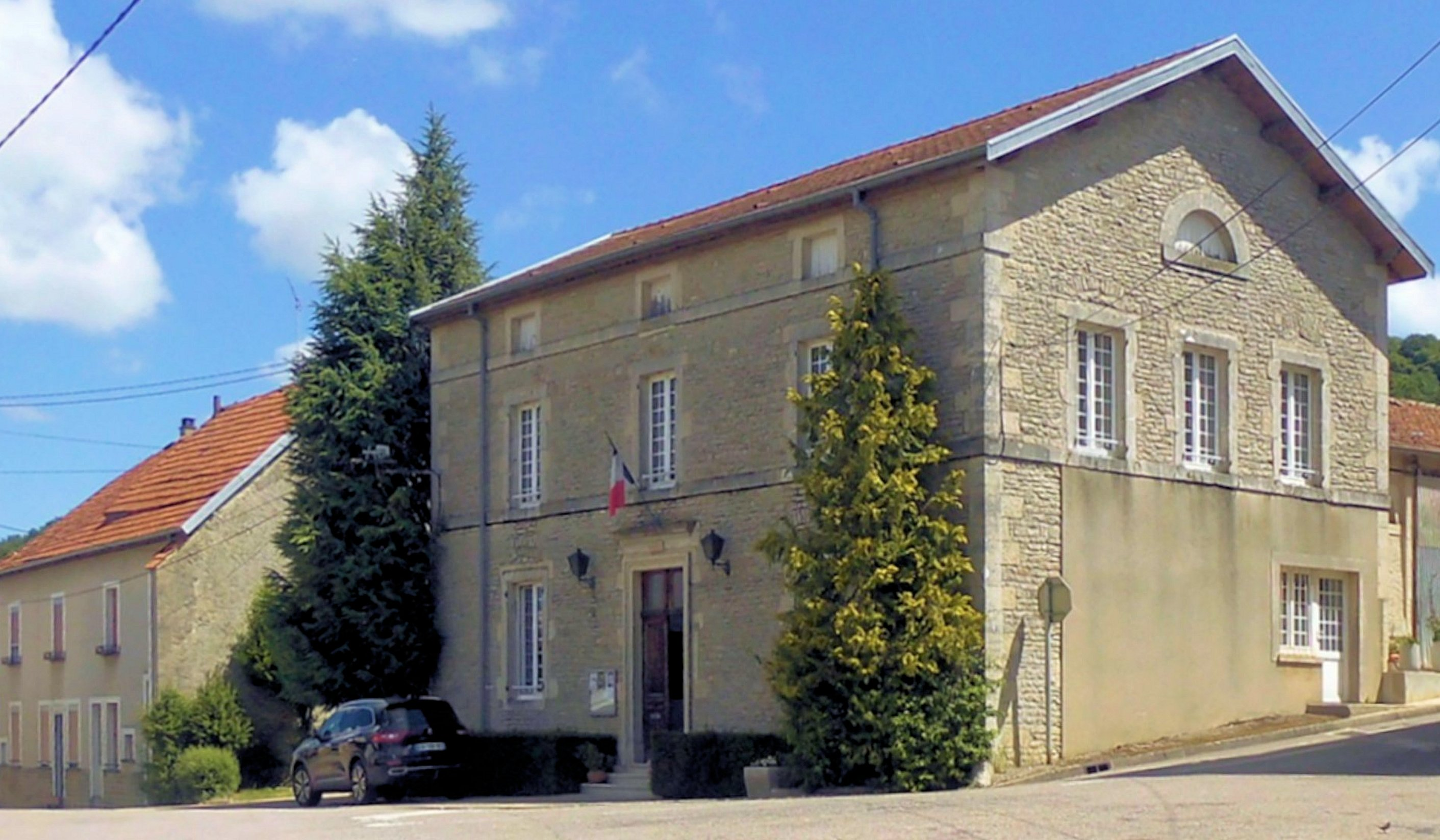
La mairie.

En 2023, le budget de la commune était constitué ainsi :
- total des produits de fonctionnement : 129 000 €, soit 1 325 € par habitant ;
- total des charges de fonctionnement : 65 000 €, soit 667 € par habitant ;
- total des ressources d'investissement : 77 000 €, soit 795 € par habitant ;
- total des emplois d'investissement : 25 000 €, soit 262 € par habitant ;
- endettement : 241 000 €, soit 2 489 € par habitant.

Avec les taux de fiscalité suivants :
- taxe d'habitation : 22,47 % ;
- taxe foncière sur les propriétés bâties : 42,04 % ;
- taxe foncière sur les propriétés non bâties : 25,60 % ;
- taxe additionnelle à la taxe foncière sur les propriétés non bâties : 0,00 % ;
- cotisation foncière des entreprises : 0,00 %.

Chiffres clés Revenus et pauvreté des ménages en 2020 : médiane en 2020 du revenu disponible, par unité de consommation.

## Économie

### Entreprises et commerces

#### Agriculture
- Culture et élevage associés.
- Culture de céréales, de légumineuses et de graines oléagineuses.

#### Tourisme
- Camping à Bourg-Sainte-Marie.
- Hôtel à Saint-Thiébault.
- Restaurant à Pompierre.

#### Commerces
- Commerces et services de proximité à Vittel, Bulgnéville.

## Population et société

### Démographie

#### Pyramide des âges
L'évolution du nombre d'habitants est connue à travers les recensements de la population effectués dans la commune depuis 1793. Pour les communes de moins de 10 000 habitants, une enquête de recensement portant sur toute la population est réalisée tous les cinq ans, les populations de référence des années intermédiaires étant quant à elles estimées par interpolation ou extrapolation. Pour la commune, le premier recensement exhaustif entrant dans le cadre du nouveau dispositif a été réalisé en 2008.

En 2022, la commune comptait 90 habitants, en évolution de −10,89 % par rapport à 2016 (Vosges : −2,96 %, France hors Mayotte : +2,11 %).
| 1793 | 1800 | 1806 | 1821 | 1831 | 1836 | 1841 | 1846 | 1856 |
| ---- | ---- | ---- | ---- | ---- | ---- | ---- | ---- | ---- |
| 250  | 260  | 273  | 299  | 302  | 297  | 295  | 320  | 274  |

| 1861 | 1866 | 1876 | 1881 | 1886 | 1891 | 1896 | 1901 | 1906 |
| ---- | ---- | ---- | ---- | ---- | ---- | ---- | ---- | ---- |
| 275  | 273  | 249  | 217  | 219  | 205  | 194  | 198  | 185  |

| 1911 | 1921 | 1926 | 1931 | 1936 | 1946 | 1954 | 1962 | 1968 |
| ---- | ---- | ---- | ---- | ---- | ---- | ---- | ---- | ---- |
| 191  | 156  | 139  | 145  | 151  | 131  | 129  | 109  | 118  |

| 1975 | 1982 | 1990 | 1999 | 2006 | 2008 | 2013 | 2018 | 2022 |
| ---- | ---- | ---- | ---- | ---- | ---- | ---- | ---- | ---- |
| 102  | 109  | 103  | 92   | 101  | 103  | 101  | 96   | 90   |

### Enseignement
Établissements d'enseignements :
- Écoles maternelles à Pompierre, Harréville-les-Chanteurs, Bazoilles-sur-Meuse, Bourmont-entre-Meuse-et-Mouzon, Landaville.
- Écoles primaires à Pompierre, Harréville-les-Chanteurs, Circourt-sur-Mouzon, Bazoilles-sur-Meuse, Bourmont-entre-Meuse-et-Mouzon.
- Collèges à Bourmont-entre-Meuse-et-Mouzon, Liffol-le-Grand, Neufchâteau, Châtenois.
- Lycées à Neufchâteau, Mandres-sur-Vair, Contrexéville.

### Santé
Professionnels et établissements de santé :
- Médecins à Vrécourt, Liffol-le-Grand, Neufchâteau, Bulgnéville.
- Pharmacies à Bourmont, Vrécourt, Liffol-le-Grand, Neufchâteau, Bulgnéville.
- Hôpitaux à Neufchâteau, Vittel, Lamarche, Mattaincourt, Mirecourt.

### Cultes
- Culte catholique, Église Saint-Evence[34] Diocèse de Saint-Dié.

## Lieux et monuments

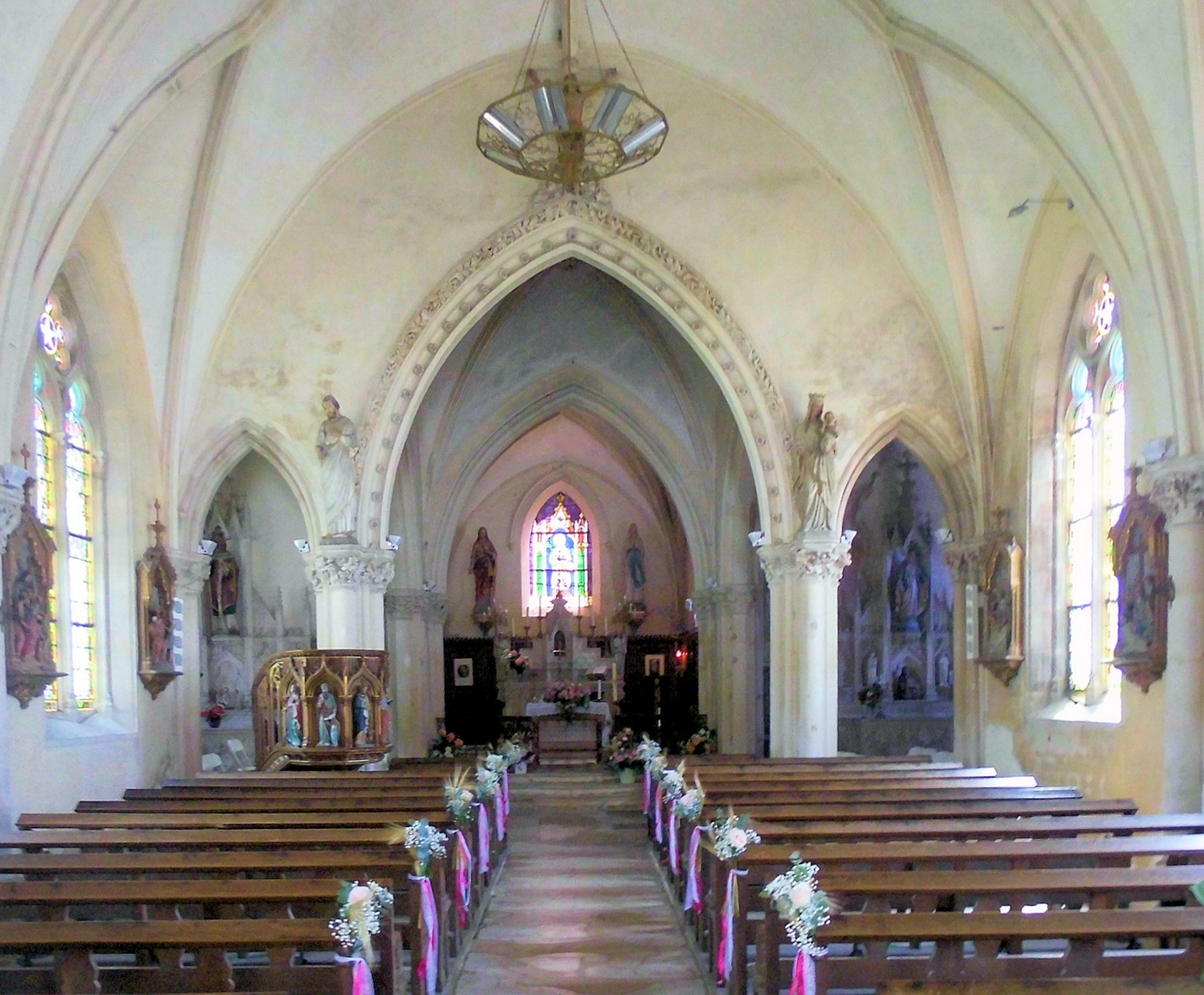
L'intérieur de l'église Saint-Évence.

- Église fortifiée Saint-Évence[35],[36],[37].

Groupe sculpté (statuette) : Vierge de Pitié, dite Notre-Dame de Pitié de la roche du XVe siècle,.
Statue (d'applique, petite nature) : Immaculée Conception.
Verrières de la 2ème moitié du XIXe siècle,.
Vitraux de Frémotte L. (peintre-verrier).
- Croix de cimetière[44].
- Fontaine, abreuvoir[45].
- Patrimoine rural recensé par le service régional de l'Inventaire général du patrimoine culturel[46].
- Monument aux morts[47] : Conflits commémorés : Guerres 1914-1918[48] - 1939-1945.

## Personnalités liées à la commune
- Médaillés de Sainte-Hélène[49].

## Héraldique
| Blason de Sartes | Blason  | Parti, au un de gueules à l'alérion d'argent, surmontant une fleur de lys du même, au deux d'or à une palme de martyr de sinople, posée en pal |
| Blason de Sartes | Détails | L'alérion pour la Lorraine et la fleur de lys pour les Sieurs Du Châtelet, seigneurs du lieu, la palme pour Saint Evence, patron de la paroisse, martyr décapité armes composées et dessinées par Bernard Gergin en octobre 2018, adoptées en novembre 2018 |

## Pour approfondir